# Żegaryno (rejon solecznicki)
Żegaryno (lit. Žagarinė) − wieś na Litwie, w gminie rejonowej Soleczniki, 5 km na południowy zachód od Białej Waki, zamieszkana przez 139 ludzi. Przed II wojną światową w Polsce, w powiecie wileńsko-trockim województwa wileńskiego.